# Liurana
Liurana is een geslacht van kikkers uit de familie Ceratobatrachidae en de onderfamilie Liurananinae. De groep werd voor het eerst wetenschappelijk beschreven door Alain Dubois in 1987.
Er zijn drie verschillende soorten waarvan er twee in 1997 voor het eerst zijn ontdekt. Alle soorten komen voor in delen van Azië en leven in de landen China, India en Myanmar.

## Taxonomie
Geslacht Liurana

- Soort Liurana alpina
- Soort Liurana medogensis
- Soort Liurana xizangensis

Onderfamilie Alcalinae

Geslacht Alcalus
Onderfamilie Ceratobatrachinae

Geslacht Cornufer

Geslacht Platymantis
Onderfamilie Liurananinae

Geslacht Liurana